# مرونة إدراكية
تشير المرونة الإدراكية أو المرونة المعرفية إلى القدرة الذهنية على التحول بين مفهومين مختلفين، والتفكير في مفاهيم متعددة في آن واحد، أي الانتقال من مهمة إلى أخرى أو من سلوك إلى آخر وفقًا للمتطلبات. فعادة ما توصف المرونة الإدراكية بأنها واحدة من الوظائف التنفيذية. ويعد تبديل المهام والتحويل المعرفي فئتين فرعيتين من المرونة المعرفية، وهذا يتوقف على ما إذا كان التغيير يحدث على التوالي دون وعي أو بوعي. وتختلف المرونة الإدراكية باختلاف عمر الفرد. بالإضافة إلى ذلك، ترتبط بعض الحالات مثل اضطراب الوسواس القهري بانخفاض المرونة الإدراكية. وبما أنها عنصر حيوي في التعلم، فإن العجز فيها قد يؤدي لآثار أخرى.
تشمل طرق قياس المرونة الإدراكية استعمال المهمة أ وليس ب، ومهمة فرز بطاقات تغيير الأبعاد، ومهمة تصنيف البطاقات المتعددة، واختبار فرز بطاقة ويسكونسن [الإنجليزية]، واختبار تأثير ستروب. وقد أظهرت بحوث الرنين المغناطيسي الوظيفي (fMRI) أن مناطق معينة من الدماغ يتم تنشيطها عندما ينخرط الشخص في حالة المرونة الإدراكية. تشمل هذه المناطق قشرة الفص الجبهي (PFC) والعقد القاعدية والقشرة الحزامية الأمامية (ACC) والقشرة الجدارية الخلفية (PPC). وقد مكنت الدراسات التي أجريت على أشخاص من مختلف الأعمار يعانون من عجز معين فهم كيفية تطور المرونة المعرفية وتغيرها داخل الدماغ.

## تعريف
حسب رأي العلماء يمكن تفسير مفهوم المرونة الإدراكية وفقا للعديد من وجهات النظر. فالتعريف البحثي للمرونة الإدراكية والمبني على الأبحاث هو تغيير عقلي، سواء كان ذلك يعتمد بشكل خاص على تبديل للقواعد أو على أساس الحاجة إلى تحويل المعتقدات أو الأفكار السابقة إلى مواقف جديدة. علاوة على ذلك، فإنه يشير في نفس الوقت إلى النظر في جوانب متعددة من الفكر، سواء كان جانبين لجسم معين، أو جوانب متعددة لحالة معقدة. في حين تتضمن المكونات والمصطلحات المعرفية الأخرى للمرونة الإدراكية، المرونة العقلية أو تغيير العقلية، التغيير المعرفي أو تبديل المهام وتغيير الاهتمام.
تختلف المرونة الإدراكية خلال عمر الفرد. فقد وصف الباحثون بشكل أكثر دقة المرونة الإدراكية بأنها القدرة على تغيير أو تبديل التفكير والانتباه بين المهام أو العمليات المختلفة والتي تكون في العادة استجابة لتغير في القواعد أو المطالب. على سبيل المثال، عند تصنيف البطاقات حسب قواعد محددة، يُعتبر الأطفال مرنين إدراكيا إذا كانوا قادرين على التحول بنجاح من فرز البطاقات استنادًا إلى لونها إلى الفرز بناءً على نوع الشيء المضمن على البطاقة.
وقد تم وصف المرونة الإدراكيّة بمعناها الضيق بأنها القدرة على ضبط تفكير المرء من المواقف القديمة إلى مواقف جديدة بالإضافة إلى القدرة على التغلب على الإجابات أو التفكير الذي أصبح معتادًا والتكيف مع المواقف الجديدة. على هذا النحو، إذا كان المرء قادراً على التغلب على المعتقدات أو العادات التي كان يحتفظ بها سابقاً (إذا كان ذلك ضروريا للتحول إلى حالات ومواقف جديدة)، فيمكن اعتباره مرناً إدراكياً.

### العوامل المساهمة
بغض النظر عن خصوصية التعريف، اتفق الباحثون بشكل عام على أن المرونة الإدراكية هي عنصر من عناصر الأداء التنفيذي، والإدراك العالي المستوى الذي ينطوي على القدرة على التحكم في تفكير الشخص. يشمل هذا الأداء التنفيذي جوانب أخرى من الإدراك، بما في ذلك التثبيط، والذاكرة، والاستقرار العاطفي، والتخطيط والتنظيم. فالمرونة الإدراكية ترتبط بشكل كبير بعدد من هذه القدرات، بما في ذلك التثبيط والتخطيط والذاكرة العاملة.
لقد جادل الباحثون بأن المرونة المعرفية هي أيضًا أحد مكونات التصنيف المتعدد، كما وصفه عالم النفس الفرنسي جون بياجي. في مهام التصنيف المتعددة، يجب على المشاركين (الأطفال في المقام الأول، الذين طوروا بالفعل أو هم في طور تطوير هذه المهارة) تصنيف الأشياء بطرق مختلفة في وقت واحد - وبالتالي التفكير بمرونة بالنسبة لهم. وبالمثل، للحصول على المرونة على المستوى المعرفي يجب عليهم التغلب على أحادية التَّرْكيز، وهو ميل الأطفال الصغار للتركيز فقط على جانب واحد سواء كان شيئًا أو موقفًا. فعلى سبيل المثال، عندما يكون الأطفال صغارًا، فهم يكونون قادرين على التركيز فقط على جانب واحد من الشيء (أي لون الشيء فقط) دون التركيز على كلا الجانبين (أي لون ونوع الشيء). وهكذا، تشير الأبحاث إلى أن تركيز الشخص على تفكيره سيكون أكثر مرونة من الناحية الإدراكية.
اقترحت الأبحاث أن المرونة المعرفية مرتبطة بقدرات معرفية أخرى، مثل الذكاء السائل والمتبلور، والفهم أثناء القراءة وطلاقة القراءة. يوصف الذكاء السائل والمتبلور بالقدرة على حل المشاكل وفق الحالات الجديدة والقدرة على التفكير بطلاقة. فعندما يكون المرء قادرًا على التفكير بشكل مرن من المرجح أن يكون أكثر مرونة في الإدراك. بالإضافة إلى ذلك، فقد تبين أن الأشخاص القادرين على أن يكونوا مرنين في المعرفة لديهم القدرة على الانتقال بين الاثنين مما يزيد من مرونتهم على الفهم والطلاقة. كما ثبت أن المرونة المعرفية مرتبطة بقدرة الفرد على التأقلم في مواقف معينة. على سبيل المثال، عندما يكون الأفراد قادرين بشكل أفضل على التحول من موقف معين إلى آخر، فإنهم يركزون بشكل أقل على عوامل الإجهاد في هذه المواقف.
بشكل عام، يركز الباحثون في المجال على المرونة المعرفية بين سن الثالثة والخامسة. ومع ذلك، فقد تبين أن المرونة المعرفية لها مفهوم واسع يمكن دراسته بكل الأعمار والحالات المختلفة. وهكذا، فمع المهام التي تتراوح من البساطة إلى التعقيد، هناك سلسلة متصلة من التطور تمتد من مرحلة الطفولة إلى مرحلة البلوغ.

## تدابير وتقييمات
اتُخِدَت مجموعة متنوعة من التقييمات المناسبة للتمييز بين مستويات مختلفة من المرونة المعرفية وفقًا لمختلف الأعمار. وفيما يلي الاختبارات الشائعة المستخدمة لتقييم المرونة الإدراكية حسب العمر المناسب.

### مهمة خطأ المرحلة 4
في الاختبار الأول المسمى خطأ أ وليس ب (خطأ المرحلة 4)، يظهر للأطفال كائن مخفي في الموقع أ، ثم يُطلب منهم البحث عنه في نفس الموقع أ حيث يعثرون عليه. يتم تكرار هذا النشاط عدة مرات، مع الكائن المخفي في الموقع أ. ثم يتم تصعيد التجربة بإخفاء الكائن في الموقع ب، وهو موقع ثانٍ يسهل الوصول إليه من قبل الأطفال. لوحظ أن الأطفال الذين تقل أعمارهم عن سنة واحدة يبحثون في الموقع أ، على الرغم من رؤيتهم الشيء مخبأ في الموقع ب. في المقابل بعد عيد ميلادهم الأول، تمكن الأطفال من التبديل العقلي وتحديد موقع الكائن في الموقع ب، مما دل على مرونة إدراكية.
فخلص الباحث جون بياجي أن الأطفال في عمر 8 إلى 12 شهرًا لا تكون لديهم فكرة قوية عن استمرار وجود الأشياء الخفية. كما اتفق الباحثون على أن مهمة خطأ المرحلة 4 هي مهمة بسيطة تقيس بشكل فعال المرونة الإدراكية للطفل خلال مرحلة الرضاعة.

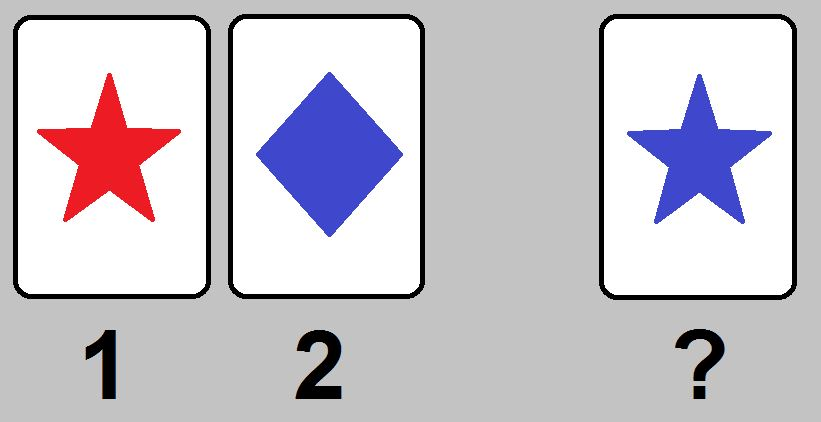
مهمة تغيير البطاقات

### مهمة فرز بطاقات تغيير الأبعاد
في مهمة فرز بطاقات تغيير الأبعاد، يُطلب من الأطفال في البداية فرز البطاقات حسب بُعد واحد (مثل اللون)، وفيما بعد يطلب منهم تغيير إستراتيجيتهم وترتيب البطاقات على أساس البعد الثاني (مثل الشكل). وعادةً، يتمكن الأطفال البالغون من العمر ثلاث سنوات من فرز البطاقات بناءً على بُعد واحد، دون أن يكونوا قادرين على التبديل استنادًا إلى بُعد ثانٍ. في حين، يتمكن الأطفال في سن الخامسة من فرز البطاقات بناءً على بُعد واحد والتبديل بفرز البطاقات إلى بُعد ثانٍ.
وتعد هذه المهمة مؤشرًا لتطوير الوظيفة التنفيذية للأطفال، حيث تمكن من التعرف على الأطفال الذين يعانون من اضطرابات مثل اضطراب نقص الانتباه مع فرط النشاط والتوحد.

### مهمة تصنيف البطاقات المتعددة
في اختبار تصنيف البطاقات المتعددة التصنيفات، تم دعوة الأطفال إلى فرز البطاقات إلى بعدين مختلفين (حسب اللون، مثل الأصفر والأزرق، ونوع الشيء سواء حيوانات أوطعام)، وذلك في وقت واحد إلى أربعة مكدسات مصفوفة (على سبيل المثال، الحيوانات الصفراء والأطعمة الصفراء والحيوانات الزرقاء والأطعمة الزرقاء). وقد أظهرت الأبحاث صعوبة هذه المهمة عند الأطفال في سن السابعة الذين بدوا غير قادرين على فرز البطاقات في وقت واحد وفقًا لهذين البعدين. إذ ركز هؤلاء الأطفال على البعدين بشكل منفصل، بينما كان الأطفال في سن الحادية عشرة قادرين على فرز البطاقات في وقت واحد على كلا البعدين. مما يدل على زيادة في المرونة الإدراكية بين سن السابعة وأحد عشر عاما.

### اختبار فرز بطاقة ويسكونسن

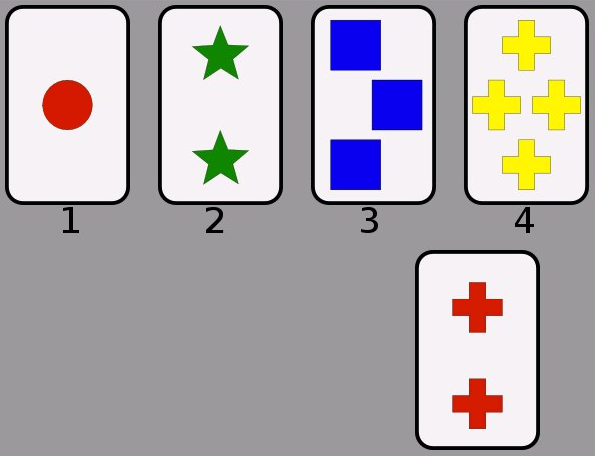
اختبار فرز بطاقة ويسكونسن

يستخدم اختبار فرز بطاقة ويسكونسن لتحديد كفاءة الفرد في التفكير المجرد، والقدرة على تغيير الإستراتيجيات لحل المشكلات عند الحاجة.
في هذا الاختبار، يتم تقديم عدد من البطاقات للمشاركين. تختلف الأرقام الموجودة على البطاقات من حيث اللون، الكمية والشكل. ثم يتم إعطاء المشاركين حزمة من البطاقات الإضافية ويطلب منهم مطابقة كل ورقة من البطاقات السابقة. عادة، يبرز الأطفال بين 9 و11 سنة المرونة المعرفية اللازمة لهذا الاختبار.

### اختبار تأثير ستروب
يُعرف اختبار تأثير ستروب أيضًا باسم اختبار تسمية الكلمات بالألوان. في هذا الاختبار، هناك ثلاثة أنواع من البطاقات. تعرض «بطاقة اللون» رقعًا من الألوان المختلفة التي يُطلب من المشاركين تحديدها في أسرع وقت ممكن. تعرض «بطاقة الكلمات» أسماء الألوان المطبوعة بالحبر الأسود والأبيض، ويُطلب من المشاركين اسمها مرة أخرى في أسرع وقت ممكن.
نوع البطاقة النهائي هو «بطاقة كلمة اللون»، والتي تعرض أسماء الألوان المطبوعة بحبر لون متعارض (على سبيل المثال، ستتم طباعة كلمة أحمر باللون الأصفر)، ويطلب من المشاركين تسمية ألوان الحبر مع تجاهل أسماء الألوان المتعارضة. النتيجة الأساسية لكل بطاقة هي الوقت الإجمالي (بالثواني) الذي يأخذه المشارك للاستجابة لفظيًا. عادة، يستغرق تسمية لون الكلمة وقتًا أطول وينتج المزيد من الأخطاء عندما لا يتطابق لون الحبر مع اسم اللون. في هذه الحالة، يميل البالغون إلى وقت أطول للاستجابة أكثر من الأطفال لأن البالغين يكونون أكثر حساسية للون الفعلي للكلمة وبالتالي من الأرجح أن يتأثروا بها عند تسمية الكلمة الملونة المتضاربة المطبوعة.

## الأسس العصبية
تم اكتشاف الآليات الكامنة وراء المرونة المعرفية على نطاق واسع باستخدام أساليب مختلفة. وقد كشفت الدراسات البشرية باستخدام التصوير بالرنين المغناطيسي الوظيفي مجموعة متنوعة من المناطق المتميزة في الدماغ التي تعمل في تناسق وتمكن من التنبؤ بالمرونة بشكل موثوق، بما في ذلك قشرة الفص الجبهي والعقد القاعدية والقشرة الحزامية الأمامية والقشرة الجدارية الخلفية.

### فترة النمو
يمكن أن يكون الأطفال غير مرنيين بشكل لافت للنظر عند تقييمهم باستخدام الاختبارات التقليدية المتعارف عليها للمرونة الإدراكية، ولكن هذا لا يعد مفاجأة بالنظر إلى العديد من العمليات المعرفية التي تنطوي عليها المرونة العقلية، والمسارات التنموية المختلفة لهذه القدرات.
مع التقدم في العمر، يظهر الأطفال بشكل عام زيادة في المرونة الإدراكية التي من المحتمل أن تكون نتاج للتطور المطول للشبكة الجَبْهِيٌّة الجِدارِيّة عند البالغين، مع اتصالات متشابكة خلال مرحلة النضج، وزيادة الميالين وحجم المادة الرمادية الإقليمية التي تحدث من مرحلة الولادة وحتى منتصف العشرينات.

### العجز
لاحظ الباحثون انخفاضًا في مستوى المرونة الإدراكية في مجموعة متنوعة من الاضطرابات العصبية والنفسية مثل فقدان الشهية العصبي، واضطراب الوسواس القهري، وانفصام الشخصية، والتوحد، وفي مجموعة فرعية من الأشخاص المصابين باضطراب فرط الحركة ونقص الانتباه. كل من هذه الاضطرابات تظهر جوانب مختلفة من تقلص المرونة الإدراكية. على سبيل المثال، يعاني الأشخاص الذين يعانون من اضطراب الوسواس القهري من صعوبة في تحويل تركيزهم المتعمد وكذلك تثبيط استجابات الحركية. فيما أظهر الأطفال الذين يعانون من التوحد صورة مختلفة قليلاً مع حالات العجز في التكيف مع الحالات الطارئة، مع الحفاظ في كثير من الأحيان على القدرة على الاستجابة في مواجهة الاستجابات المتناقضة. وقد تكمن العلاجات المحتملة في التعديل الكيميائي العصبي. فلدى الأحداث المصابين بفقدان الشهية العصبي انخفاضات ملحوظة في قدرات تغيير الأماكن، ربما يرتبط ذلك بالنضج غير المكتمل للقشرات الأمامية الجبهية المرتبطة بسوء التغذية. كما يمكن اعتبار المرونة الإدراكية لدى الأشخاص الذين يعانون من الإدمان محدودة، حيث أنهم غير قادرين على الاستجابة بمرونة للمنبهات المرتبطة سابقا بالمخدرات.

### مرحلة الشيخوخة
غالبا ما يعاني كبار السن من العجز في المرونة الإدراكية. حيث يخضع الدماغ المتقدم في هذا السن لتغييرات جسدية ووظيفية، بما في ذلك انخفاض سرعة المعالجة والأداء المحوري المركزي وسلامة المادة البيضاء وحجم المخ. وتعد المناطق المرتبطة بالمرونة المعرفية مثل ضمور القشرة الأمامية الجبهية والقشرية الخلفية أو الانكماش مع التقدم في السن، ولكنها تظهر أيضًا نشاطًا أكبر متعلقًا بالمهام في الأفراد الأكبر سنًا بالمقارنة مع الأفراد الأصغر سنا.
من المحتمل أن تكون هذه الزيادة في تدفق الدم مرتبطة بالضمور الذي يزيد من تدفق الدم والأيض، والذي يتم قياسه بالاعتماد على مستوى الأكسجين في الدم عن طريق تصوير بالرنين المغناطيسي الوظيفي. وتشير الدراسات إلى أن التمارين الرياضية يمكن أن يكون لها تأثير تحفيزي للدونة العصبية بمثابة تدخل في الشيخوخة ومقاومة تراجع الوظيفة التنفيذية.

## الآثار المترتبة على التعليم والتعلم العام

### التطبيقات التعليمية
تعد المرونة المعرفية وغيرها من المهارات الوظيفية التنفيذية حاسمة للنجاح في كل من إعدادات الفصول الدراسية والحياة. وقد حددت دراسة لفحص تأثير التدخل المعرفي للأطفال في مرحلة الحضانة وما قبل المدرسة. أن الأطفال الذين تلقوا مثل هذا التدخل لمدة سنة إلى سنتين فاقوا بشكل كبير قرائنهم، بالمقارنة مع أطفال من نفس عمرهم تم اختيارهم عشوائياً لنفس التجربة لكن دون تدخل معرفي، وقد حقق تلاميذ مرحلة ما قبل المدرسة والذين تلقوا تدخلاً نتائج دقيقة بلغت 85% في اختبارات الانضباط الذاتي، والمرونة المعرفية والذاكرة العاملة. من ناحية أخرى، أظهر أقرانهم ممن أحيلوا على التجربة دون تدخل معرفي دقة بلغت 65% فقط. وفي نهاية المطاف، اختار اختصاصيو التوعية المشاركين في هذه الدراسة تطبيق تقنيات التدريب على المهارات المعرفية بدلاً من المناهج الدراسية التي طورتها المقاطعات.
ومن الدلالات الإضافية على الدور الذي تلعبه المرونة المعرفية في التعليم أنها تقوم على أساس أن تعليم الطلاب يؤثر بشكل كبير على طبيعة وتشكيل هياكلهم المعرفية، الأمر الذي يؤثر بدوره على قدرتهم على تخزين المعلومات والوصول إليها بسهولة. فالهدف الأساسي للتعليم هو مساعدة الطلاب على التعلم وتطبيق ما تعلموه مع المواقف الجديدة. وينعكس هذا في دمج المرونة المعرفية في السياسة التعليمية لكل ما يتعلق بالمبادئ التوجيهية والتوقعات الأكاديمية. على سبيل المثال، كما هو موضح في مبادرة المعايير الحكومية للأساس المشترك، تم تطوير إصلاح التعليم المعتمد على المعايير لزيادة معدلات التخرج من المدارس الثانوية، ومن المتوقع أن يقدم اختصاصيو التوعية ضمن الصفوف الدراسية «متطلبات إدراكية عالية المستوى من خلال مطالبة الطلاب بإظهار فهم عميق بتطبيق معرفة ومهارات المحتوى على المواقف الجديدة». ويعد هذا المبدأ التوجيهي جوهر المرونة الإدراكية، وقد تم النظر إلى أسلوب التدريس الذي يركز على تعزيز الفهم خاصة في التخصصات التي تكون فيها المعلومات معقدة وغير نمطية. تتضح المعادلة في الحالات التي يتم فيها عرض هذه المواد بطريقة مبسطة، ويفشل المتعلمون في نقل معرفتهم إلى مجالات جديدة.

### التأثير على التدريس وتصميم المناهج
يعد النص التشعبي نهجا تعليميا مقاربا للمرونة المعرفية، والذي هو عادة تعليمات نصية على شاشة الحاسوب عند النقر عليه، تقود المستخدم إلى معلومات أخرى. إذ تسمح أجهزة الكمبيوتر بتقديم البيانات المعقدة بتنسيق متماسك ومتعدد الأبعاد، مما يسمح للمستخدمين بالوصول إلى تلك البيانات حسب الحاجة. على سبيل المثال يعد النص التشعبي الأكثر استخدامًا هو الإنترنت، والذي يقدم معلومات ديناميكية من حيث الترابط (مثل الارتباطات التشعبية). وتتضمن وثائق النص التشعبي العقد - أجزاء المعلومات - الروابط والمسارات بين هذه العقد. وقد تضمنت تطبيقات تدريب المعلمين جلسات تدريب للمدرسين تعتمد على التعليم بالفيديو، حيث شاهد المعلمون المبتدئون لقطات لمعلمين رئيسيين يديرون ورشة عمل لمحو الأمية. في هذا المثال، تلقى المعلمون المبتدئون قرص ليزرديسك لعرض مقاطع فيديو من محتوى الدورة التدريبية يسمح للمتعلمين بالوصول إلى المحتوى بطريقة ذاتية التوجيه. توفر هذه التشعبية للمرنة المعرفية تمثيلا «ثلاثي الأبعاد» و«مفتوحا» للمتعلمين، مما يمكنهم من دمج معلومات جديدة وتشكيل اتصالات مع المعرفة الموجودة مسبقًا. في حين أن هناك حاجة إلى إجراء مزيد من البحوث لتحديد فعالية النصوص التشعبية للمرنة المعرفية كأداة تعليمية، فإن الفصول الدراسية التي تُطبق فيها نظرية المرونة المعرفية بهذه الطريقة يفترض بها أن تؤدي إلى قدرة الطلاب على نقل المعرفة عبر المجالات.
يدافع الباحثون في المجال عن هذا أسلوب في التدريس الذي يشتمل على أنشطة حل المشكلات الجماعية ويتطلب فكرًا ذو مستوى أعلى. وفقًا لهذه العملية، يمكن للمعلم أن يطرح سؤالًا واحدًا بطرق متعددة. بعد ذلك، يناقش الطلاب المشكلة مع أنفسهم والمعلم من خلال طرح الأسئلة. وعند تكوين هذه الأسئلة، يقوم الطلاب بنشاط باستثارة الأفكار والتذكير بالمعرفة السابقة. في هذه المرحلة، يوفر المعلم شروطًا محددة للمسألة التي تمت مناقشتها، ويجب على الطلاب تكييف معرفتهم السابقة، جنبًا إلى جنب مع أقرانهم لإيجاد حل.

### التطبيقات التعليمية خارج الفصول الدراسية
يمكن رؤية تطبيق مختلف إلى حد كبير في دراسة المرونة المعرفية وألعاب الفيديو. فقد فحص الباحثون الهولنديون في سمة «المرونة العقلية»، حيث أبدى اللاعبون المتخصصون في ألعاب القنص من منظور اللاعب (لألعاب مثل كول أوف ديوتي، باتلفيلد) يظهرون «مرونة ذهنية» خلال الأطوار المتسلسلة للعبة أكبر مقارنة بغيرهم من اللاعبين. ويفترض الباحثون أنه على الرغم من أن لعبة الفيديو قد تكون مثيرة للجدل بسبب المحتوى الغرافيكي المتكرر، إلا أن تسخير تأثير مثل هذه الألعاب قد يؤدي إلى مكاسب مشابهة في مجموعات سكانية مختلفة (مثل كبار السن، الذين يواجهون تدهورًا معرفيًا) وبالتالي فإن ذلك مهم اجتماعيًا.
تم إنشاء العديد من البرامج عبر الإنترنت التي تم تسويقها لأولئك الذين يسعون إلى زيادة القدرة المعرفية لتعزيز «لياقة دماغهم»، بما في ذلك المرونة الإدراكية.

## وصلات خارجية
- ما هي نظرية المرونة الإدراكية بواسطة جامعة ولاية ميشيغان (بالإنجليزية)